# Дедебалци
Дедебалци (мкд. Дедебалци) су насеље у Северној Македонији, у јужном делу државе. Дедебалци припадају општини Могила.

## Географија
Насеље Дедебалци је смештено у јужном делу Северне Македоније. Од најближег већег града, Битоља, насеље је удаљено 20 km североисточно.
Дедебалци се налазе у средишњем делу Пелагоније, највеће висоравни Северне Македоније. Насељски атар је махом равничарски, док се даље, на истоку, издиже Селечка планина. Западно од насеља протиче Црна река. Надморска висина насеља је приближно 590 метара.
Клима у насељу је континентална.

## Становништво
Дедебалци су према последњем попису из 2002. године имали 288 становника.
Претежно становништво по последњем попису су етнички Македонци (100%). 
Већинска вероисповест је православље.